# Henri Lutteroth
Ascan Henri Théodore Lutteroth, né à Leipzig (électorat de Saxe) le 29 janvier 1802 et mort à Paris le 11 février 1889, est un journaliste et évangélique français d'origine allemande.

## Biographie
Issu d'une famille protestante fortunée, Henri Lutteroth s'établit en France et se consacre à l'évangélisation. Il participe à la fondation de plusieurs sociétés, entre autres la Société évangélique de France, la Société des traités religieux, la Société de l'histoire du protestantisme français et la Société française pour l'abolition de l'esclavage, en décembre 1834.
Il fonde aussi plusieurs journaux, dont l'Almanach des bons conseils, en 1826, et Le Semeur, journal hebdomadaire de politique, de philosophie et de littérature, en 1833. Il fréquente dès ses débuts la chapelle de la Rue Taitbout. Il publie en 1834 un recueil de cantiques huguenots, intitulé Chants chrétiens, qui connaît de nombreuses éditions et qui est largement diffusé. À partir des années 1850, il s'adonne plus particulièrement à des travaux d'exégèse et de recherche historique.
Beau-père de William Henry Waddington, sénateur de l’Aisne, il habita longtemps son château de Bourneville, près La Ferté-Milon. Il est enterré au cimetière du Père-Lachaise, division 16.

## Publications
- Notice sur Jean-Frédéric Oberlin, mort le 1er juin 1826, 1826
- Chants chrétiens, 1834 Texte en ligne
- Lettre d'un laïque à un pasteur sur le projet d'ordonnance portant règlement d'administration pour les églises réformées, 1840
- O-Taïti, histoire et enquête, 1843
- La Russie et les jésuites, de 1772 à 1820, 1845
- Le Jour de la préparation, lettre sur la chronologie pascale, 1855
- De la Réformation en France, pendant sa première période, 1859
- Essai d'interprétation de quelques parties de l'Évangile selon saint Mathieu, 4 vol., 1865-1876
- Le Recensement de Quirinius en Judée, 1865